# Flughafen Punta Arenas

i8
i11
i13
Der Flughafen Punta Arenas (offiziell: Aeropuerto Internacional Presidente Carlos Ibáñez del Campo) ist ein chilenischer Flughafen, der sich etwa 20 Kilometer nördlich der Stadt Punta Arenas in der Región de Magallanes befindet. Er gilt als der zentrale chilenische Flughafen in Südpatagonien.
Neben der Nutzung als ziviler Verkehrsflughafen wird er als Militärflugplatz genutzt. Der chilenischen Luftwaffe dient der am Nordende östlich der Start- und Landebahn gelegenen Bereich unter der Bezeichnung Base Aérea Chabunco als Stützpunkt der IV. Luftbrigade, IV Brigada Aérea.

## Allgemeines
Der Flughafen ist der südlichste Flughafen auf dem chilenischen Festland und der Hauptflughafen der Región de Magallanes. Er wurde 1950 eingeweiht, heutzutage wird er auch sehr stark von Touristen genutzt, die das südliche Patagonien, insbesondere auch Puerto Natales, den Nationalpark Torres del Paine und Feuerland besuchen. Ebenfalls ist er Ausgangspunkt für Flüge in die Antarktis, insbesondere zur Base Presidente Eduardo Frei Montalva. Der Flughafen wurde kontinuierlich weiter ausgebaut. Der Flughafen wird auch von der chilenischen Luftwaffe genutzt.

## Militärische Nutzung
Die Militärbasis dient als Heimat IV Brigada Aérea der FACh. Ihr unterstehen zwei Staffeln, Grupos, eine mit F-5E/F und eine zweite mit Helikoptern und kleineren Transportflugzeugen. Daneben gehören einige nicht fliegende Grupos zur Brigade.
Neben der FACh liegt hier auch ein Detachment der Fuerza Aeronaval N°2 der Armada de Chile.

## Zivile Nutzung

### Fluggesellschaften und Flugziele
| Fluggesellschaft | Ziele                                           |
| ---------------- | ----------------------------------------------- |
| Aerovías DAP     | Balmaceda, Puerto Williams, Porvenir            |
| JetSmart         | Concepción, Puerto Montt                        |
| LATAM            | Puerto Montt, Santiago de Chile, Mount Pleasant |
| Sky Airline      | Puerto Montt, Santiago de Chile                 |
| Quellen:         |                                                 |